# Pardosa brevivulva
Pardosa brevivulva är en spindelart som beskrevs av Tanaka 1975. Pardosa brevivulva ingår i släktet Pardosa och familjen vargspindlar. Inga underarter finns listade i Catalogue of Life.